# Levane

Levan

Levane (synonym Laevane) sind eine Gruppe von Polysacchariden, die aus  mehreren β-D-Fructose-Einheiten aufgebaut sind und von verschiedenen Bakterien, dem Zuckerrohr und der Sojabohne hergestellt werden.

## Eigenschaften
Levan kommt in verschiedenen Bakterien als Bestandteil der Glykokalyx vor, z. B. in Bacillus subtilis, Alcaligenes viscosus, Erwinia herbicola oder Zymomonas mobilis. In Sojabohnen ist es ein Teil der Schleimstoffe in den Bohnen. Das kürzeste Levan ist die 6-Kestose mit zwei Fructose-Einheiten und einer Glucose-Einheit.
Die Biosynthese des Levans erfolgt durch Levan-Sucrasen aus Saccharose. Levane sind Fructane mit einer β-(2→6)-Bindung, teilweise sind sie β-(2→1) verzweigt, besitzen jedoch an der ersten Fructose-Einheit zusätzlich eine endständige Glucose-Einheit aus der Saccharose.
Levane kommen in Nattō vor. Levane sind unerwünschte Abfallprodukte bei der Verarbeitung von Zuckerrohrsaft und Sojabohnen.

## Anwendung
Levan wird zur Mikroverkapselung verwendet.

## Belege
1. ↑  J. Franken, B. A. Brandt, S. L. Tai, F. F. Bauer: Biosynthesis of levan, a bacterial extracellular polysaccharide, in the yeast Saccharomyces cerevisiae. In: PloS one. Band 8, Nummer 10, 2013, S. e77499. doi:10.1371/journal.pone.0077499. PMID 24147008. PMC 3795680 (freier Volltext).
2. 1 2  F. C. de Melo, C. T. Zaia, M. A. Celligoi: Levan from Bacillus subtilis Natto: its effects in normal and in streptozotocin-diabetic rats. In: Brazilian journal of microbiology : [publication of the Brazilian Society for Microbiology]. Band 43, Nummer 4, Oktober 2012, S. 1613–1619. doi:10.1590/S1517-83822012000400046. PMID 24031993. PMC 3769048 (freier Volltext).
3. ↑  Y. W. Han: Microbial levan. In: Advances in applied microbiology. Band 35, 1990, S. 171–194. PMID 2205081.
4. ↑  S. J. Kim, P. K. Bae, B. H. Chung: Self-assembled levan nanoparticles for targeted breast cancer imaging. In: Chemical communications. Band 51, Nummer 1, Januar 2015, S. 107–110. doi:10.1039/c4cc07679f. PMID 25383444.